# Darek Rodewald
Pas d'image ? Cliquez ici
Darek Rodewald est un copilote polonais de rallye automobile né le 28 juin 1983 à Lubliniec. Il remporte trois fois le Rallye Dakar dans la catégorie camion, deux fois avec le pilote néerlandais Gerard de Rooy (2012 et 2016) et une fois avec le néerlandais Janus van Kasteren (2023).

## Biographie
Sa famille est originaire d'Olesno, où il a étudié au lycée professionnel Józef Lompa et a obtenu son diplôme de mécanicien au cours de l'année scolaire 2000/2001. Aujourd'hui il habite à Eindhoven (Pays-Bas) avec sa femme et ses enfants.

## Résultats au Paris-Dakar
| Année | Catégorie | Constructeur | Position      | Victoires d'étape | Pilote             |
| ----- | --------- | ------------ | ------------- | ----------------- | ------------------ |
| 2007  | Camion    | Iveco        | Ab.           | -                 |                    |
| 2010  | Camion    | Iveco        | Ab.           | -                 | Joseph Adua        |
| 2011  | Camion    | Iveco        | Ab. (étape 1) | -                 | Gerard de Rooy     |
| 2012  | Camion    | Iveco        | 1er           | 5                 | Gerard de Rooy     |
| 2013  | Camion    | Iveco        | 4e            | 6                 | Gerard de Rooy     |
| 2014  | Camion    | Iveco        | 2e            | 3                 | Gerard de Rooy     |
| 2015  | Camion    | Iveco        | 9e            | -                 | Gerard de Rooy     |
| 2016  | Camion    | Iveco        | 1er           | 3                 | Gerard de Rooy     |
| 2017  | Camion    | Iveco        | 3e            | 2                 | Gerard de Rooy     |
| 2019  | Camion    | Iveco        | 3e            | 1                 | Gerard de Rooy     |
| 2020  | Camion    | Iveco        | 6e            | -                 | Janus van Kasteren |
| 2022  | Camion    | Iveco        | 5e            | -                 | Janus van Kasteren |
| 2023  | Camion    | Iveco        | 1er           | 3                 | Janus van Kasteren |
| 2024  | Camion    | Iveco        | 4e            | 3                 | Janus van Kasteren |
| 2025  | Camion    | Iveco        | 3e            | 5                 | Aleš Loprais       |

## Autres résultats
- 2009 : vainqueur de l'Africa Eco Race (copilote de Jan de Rooy sur camion Iveco)[5]
- 2018 : vainqueur de l'Africa Eco Race (copilote de Gerard de Rooy sur camion Iveco)[5]